# Godba Domžale
Godba Domžale je ljubiteljski pihalni orkester iz Domžal.
Ustanovljen je bil leta 1884.
Vodi ga dirigent Alojz Kompan.

## O orkestru
Godba Domžale ima sedež v godbenem domu v Domžalah.
Šteje okrog 60 članov.

## Dirigenti orkestra
- Franc Pfeifer (1884–)
- Tone Juvan (1974–)
- Franc Kuharič
- Gregor Vidmar (–2006, 2021–2024)
- Damjan Tomažin (2006–2021)
- Alojz Kompan (2025–danes)

## Nagrade in priznanja
- 2000 Ormož: 7. tekmovanje godb Slovenije v zabavnem programu, zlato priznanje[1]
- 2011 Vrhnika: 31. tekmovanje slovenskih godb, zlata plaketa s pohvalo (prva težavnostna stopnja)[1][2]
- 2014 Ormož: 19. tekmovanje godb Slovenije v zabavnem programu za pokal Vinka Štrucla, zlata plaketa s pohvalo[3][4]
- 2015 Maribor: 35. tekmovanje slovenskih godb, zlata plaketa (koncertna težavnostna stopnja), posebna nagrada (za najboljšo izvedbo slovenske skladbe)[5][6][7]
- 2023 Ormož: 27. tekmovanje godb Slovenije v zabavnem programu za pokal Vinka Štrucla, zlata plaketa s pohvalo (kategorija nad 41 članov)[8]

## Diskografija
- Godba Domžale – Pozdrav iz Domžal, dirigent Franc Kuharič (COBISS) (kaseta in CD, Royal Music, 1996)
- 4 Fun, Gimme 5, Slo Active, Ansambel Lojzeta Slaka, Ansambel Slapovi, Čuki, Asterix, Kirenbajser Musikanten, Slovenski kvartet klarinetov, Godba Domžale, Nonet Vasovalci, Devil Doll, F-Cut, Weeping willow, Machu Picchu – BRS Akademik (COBISS) (CD, Megaton, 1996)
- Godba Domžale, Mešani pevski zbor Svežina – 1884–2004: 120 let, dirigent Gregor Vidmar (COBISS) (CD, 2004)
- Godba Domžale – Naj vam zaigra, dirigent Gregor Vidmar (COBISS) (CD, 2004)
- Godba Domžale – Veseli slamnik, dirigent Damjan Tomažin (COBISS) (CD, 2009)
- Godba Domžale – Godba s(m)o ljudje, dirigent Damjan Tomažin (COBISS) (CD, 2014)
- Luka Einfalt in Godba Domžale – Luka z (z)godbo, dirigent Damjan Tomažin (COBISS) (CD, Krt, 2018)
- Godba Domžale – Z vami v živo: 135 let, dirigent Damjan Tomažin (2CD, 2019)